# Winter Vinecki
Winter Lee Vinecki (Grand Rapids, 18 dicembre 1998) è una sciatrice freestyle statunitense.

## Palmarès

### Mondiali juniores
- 1 medaglia:
  - 1 argento (salti a Chiesa in Valmalenco 2017)

### Coppa del Mondo
- Miglior piazzamento nella Coppa del Mondo di salti: 2ª nel 2021
- 6 podi:
  - 4 vittorie
  - 1 secondo posto
  - 1 terzo posto

#### Coppa del Mondo - vittorie
| Data             | Località     | Paese       | Specialità |
| ---------------- | ------------ | ----------- | ---------- |
| 23 gennaio 2021  | Mosca        | Russia      | AE         |
| 16 dicembre 2023 | Changchun    | Cina        | AE         |
| 2 febbraio 2024  | Deer Valley  | Stati Uniti | AE         |
| 11 febbraio 2024 | Lac-Beauport | Canada      | AE         |

Legenda:

AE = Salti